# Baseline StudioSystems
Studio System by Gracenote, anteriormente conocida como Baseline StudioSystems (a su vez abreviada como Baseline), es una empresa estadounidense de comercio electrónico. Fue fundada en 1982 y licencia su base de datos de entretenimiento comercial, conocida como Studio System. Es propiedad de Gracenote, una filial de Nielsen Holdings.

## Historia
James Monaco fundó Baseline en 1982. Su producto principal, una base de datos de entretenimiento, se lanzó en 1985. Monaco dejó Baseline en 1992, y Paul Kagan Associates lo compró al año siguiente. Big Entertainment compró la base de datos en 1999, y posteriormente cambió su nombre a Hollywood.com. El mismo año, Creative Planet compró The Studio System, una base de datos rival fundada en 1987, de Brookfield Communications. En 2004, la empresa matriz de Hollywood.com, Hollywood Media, compró The Studio System y fusionó las dos bases de datos. Dos años más tarde, The New York Times Company compró Baseline StudioSystems, ahora renombrado, y lo integró en NYTimes.com, solo para venderlo nuevamente a Hollywood.com en 2011. Gracenote, una subsidiaria de Tribune Media, compró Baseline en 2014, citando el deseo de competir mejor contra su competidor Rovi. Tribune vendió la subsidiaria Gracenote a Nielsen Holdings en 2017, incluido Studio System.

## Base de datos
Antes de su fusión en 2004 con Studio System, la base de datos se llamaba Baseline. La base de datos combinada, ahora comercializada bajo el nombre de Studio System, incluye información sobre películas, programas de televisión, filmografías y datos de taquilla. Después de ser comprado por Gracenote, ahora incluye sus metadatos del antiguo Tribune Media Services. Está basado en suscripción. Sus datos se remontan a 1896 e incluyen obras actualmente en producción. 